# Nanohammus myrrhatus
Nanohammus myrrhatus är en skalbaggsart som först beskrevs av Francis Polkinghorne Pascoe 1878.  Nanohammus myrrhatus ingår i släktet Nanohammus och familjen långhorningar. Inga underarter finns listade i Catalogue of Life.